# ハーティー 森の神
『ハーティー 森の神』（ハーティー もりのかみ、テルグ語：Kaadan、タミル語：Aranya、ヒンディー語：Haathi Mere Saathi）は、2021年のインドのアクション・アドベンチャー映画。監督・脚本はプラブ・ソロモンが務め、ラーナー・ダッグバーティ、ヴィシュヌ・ヴィシャール、プルキット・サムラート、ゾーヤー・フセイン、シュリヤー・ピルガオーンカルが出演している。タミル語、テルグ語、ヒンディー語で製作された多言語映画であり、それぞれ出演俳優が多少異なっている。
2020年4月2日公開予定だったが、COVID-19パンデミックの影響を受けてタミル語版・テルグ語版は2021年3月26日からこうかいされ、ヒンディー語版は同年9月18日からジー・シネマ、エロス・ナウでストリーミング配信された。

## ストーリー
スミトラナンダンは野生のゾウの群れを見守りながら自然保護区域の森で暮らしていた。彼の家族はかつて所有していた広大な森（現在の自然保護区域）を活用して莫大な富を築いて国外に出て行ったが、スミトラナンダンだけは祖父との約束を守るため森に残り、インド大統領から「森の男」の称号を授かり、森の民からは「森の神」と呼ばれて慕われていた。そんな中、セワク環境大臣の後ろ盾を得たDRL社は森を開発してリゾート施設建設を図り、スミトラナンダンと対立する。DRL社は強引に工事を進めるが、ゾウの群れに襲われて多数の負傷者を出してしまい、スミトラナンダンの味方をする新聞記者アルンダティによって事態は世間に報じられた。DRL社はゾウの襲撃に備えるため、雄象チョトゥと行動を共にするゾウ使いのシャンカルを雇い入れる。シャンカルはパートナーのおじと共に開発現場を訪れるが、そこで森を守る過激派の女戦士アルヴィに森から出て行くように警告されるが、彼女の美しさに一目惚れしてしまう。アルヴィは幼少期に森の民を守ろうとして父を殺されて以降、兄アーラヴと共に過激派として活動して指名手配犯となっていた。
DRL社は土地の契約書を盾に工事を強行しようとするが、スミトラナンダンを慕う森林管理者ヴィシュワジートは契約書に不正があることを見抜き、スミトラナンダンに対して「祖父が政府と交わした森の譲渡書を持って国家環境審判所に訴えるように」と助言する。デリーに到着したスミトラナンダンは、DRL社の妨害に遭いながら国家環境審判所に訴え出て、譲渡書の正当性が認められて工事の中止命令が通達される。中止命令が出たことでDRL社は撤収しようとするが、アルヴィのいる森から離れることを嫌がるシャンカルの主張で工事は継続され、DRL社とセワク環境大臣は工事の障害になるスミトラナンダンの排除を画策する。工事の継続を知ったスミトラナンダンは激怒して役所に向かうが、セワク環境大臣の圧力でヴィシュワジートが解任され、新たに森林管理者に任命されたアジートの罠にハマったスミトラナンダンは暴力沙汰を起こして逮捕・投獄されてしまう。さらにスミトラナンダンの擁護記事を書いたアルンダティもセワク環境大臣の圧力で辞職に追い込まれ、DRL社はスミトラナンダンの投獄中にリゾート施設を囲む塀を建設してゾウの群れを締め出してしまう。
出所したスミトラナンダンは塀の取り壊しを求めて、ハリヤたち森の民と共に抗議運動を始めるが、パーンデー警視の率いる警官隊によって工事現場から排除されてしまう。パーンデー警視はセワク環境大臣と共謀して森の民を「毛沢東派のゲリラ」にでっち上げて集落から追い出し、森の民は多数の死傷者を出した。同じころ、塀が完成したことで仕事が終了したシャンカルはおじに説得されて立ち去ろうとするが、直後に事故でチョトゥが死んでしまう。ショックを受けたシャンカルは、塀によって野生のゾウも行き場を失ったことに責任を感じて塀を壊そうとするが、パーンデー警視に阻止され追われる身となり、アーラヴの部隊に助けられる。アーラヴは塀の破壊を図り、シャンカルの提案でゲート前の地面にトンネルを掘り、塀を爆破する作戦を計画する。シャンカルは積極的に作戦に協力するが、アルヴィはチョトゥを死なせたシャンカルを信用しなかった。一方、パーンデー警視は部下のガウリにゾウを殺させ、スミトラナンダを誘き出して殺そうとする。ゾウを殺されたスミトラナンダンはガウリを返り討ちにするが、彼の銃を手にゾウの群れの前に現れたため、ゾウたちから敵意を向けられ拒絶されてしまう。
アーラヴたちは爆薬を仕掛け終えて作戦を実行しようとするが、途中でパーンデー警視に気付かれ、さらに塀にゾウの群れが近付いたため爆破出来ずに失敗する。失敗したアーラヴたちは逃走するが、逃げ遅れたアルヴィはパーンデー警視に殺されてしまう。シャンカルはアルヴィのために、残った爆薬を手に再び塀の爆破を試みるが、直後に特殊部隊の襲撃を受けてアーラヴたちは全滅する。同じころ、ゾウたちの信用を失ったスミトラナンダンは茫然自失となるが、アルンダティの言葉で自信を取り戻し、森の民と共に再び塀の取り壊しを求める抗議運動を始める。スミトラナンダンはリゾート施設に通じる道路を封鎖し、完成式典に出席するインド首相に現状を訴えようとするが、騒ぎを聞きつけたパーンデー警視たちに排除されそうになる。そこにゾウの群れが現れてスミトラナンダンを助け出し、彼はアルンダティたちマスコミを前にして政府に塀の取り壊しを求め、世論の動きを見た首相は塀の取り壊しとリゾート施設開発の中止を指示する。塀が取り壊される中、パーンデー警視はセワク環境大臣の命令を受けてスミトラナンダンを射殺しようとするが、シャンカルに阻止されて彼に殺され、セワク環境大臣も罷免される。森を取り戻したスミトラナンダンは、再びゾウたちと共に森での生活を始め、シャンカルも森でゾウたちと過ごすようになった。

## キャスト
| 役名                            | 役名                                             | 役名                            | 俳優                         | 俳優                         |
| タミル語版                      | テルグ語版                                       | ヒンディー語版                  | タミル語版、テルグ語版       | ヒンディー語版               |
| ------------------------------- | ------------------------------------------------ | ------------------------------- | ---------------------------- | ---------------------------- |
| ヴィーラバーラティ （カーダン） | ナレンドラ・ブパティ （アラニャ）                | スミトラナンダン （バンデーヴ） | ラーナー・ダッグバーティ     | ラーナー・ダッグバーティ     |
| マーラン                        | シンガ                                           | シャンカル                      | ヴィシュヌ・ヴィシャール     | プルキット・サムラート       |
| アルヴィ                        | アルヴィ                                         | アルヴィ                        | ゾーヤー・フセイン           | ゾーヤー・フセイン           |
| アルンダティ                    | アルンダティ                                     | アルンダティ                    | シュリヤー・ピルガオーンカル | シュリヤー・ピルガオーンカル |
| アルジュン・パーンデー警視      | アルジュン・パーンデー警視                       | アルジュン・パーンデー警視      | ラヴィ・ケール               | ラヴィ・ケール               |
| クリンジナータン環境大臣        | カナカメダーラー・ラージャー・ゴーパラム環境大臣 | ジャガンナート・セワク環境大臣  | アーナント・マハデーヴァン   | アーナント・マハデーヴァン   |
| 判事                            | 判事                                             | 判事                            | シーバ・チャッダ             | シーバ・チャッダ             |
| DRL社顧問弁護士                 | DRL社顧問弁護士                                  | DRL社顧問弁護士                 | シュリナート                 |                              |
| 森林管理者ヴィシュワジート      | 森林管理者ヴィシュワジート                       | 森林管理者ヴィシュワジート      | ボース・ヴェンカット         | ヴィシュワジート・プラダーン |
| マーランのおじ                  | シンガのおじ                                     | シャンカルのおじ                | ラグ・バーブ                 | アンキット・サガル           |
| アーラヴ                        | アーラヴ                                         | アーラヴ                        | ブーヴァン・アローラー       | ブーヴァン・アローラー       |
| 森林管理者アジート              | 森林管理者アジート                               | 森林管理者アジート              | サンパット・ラーム           | アローク・ガグデカール       |

## 製作

### 企画
2017年12月13日、ラーナー・ダッグバーティがTwitterにて次回作への出演を発表し、次回作ではプラブ・ソロモンを監督に起用して象の虐待問題を題材にすることが報じられた。主要キャラクターとなるゾウとして、プラブ・ソロモンの監督作『Kumki 2』にも出演するゾウのウニクリシュナンが登場し、同時にボリウッドのゾーヤー・フセインが起用された。主演のラーナー・ダッグバーティは役作りのため、菜食生活を6週間送り体重を15キログラム減量した。アルンダティ役には、当初カルキ・ケクランの起用が発表されていたが、最終的にはシュリヤー・ピルガオーンカルが演じることになった。また、ヴィシュヌ・ヴィシャールはタミル語版・テルグ語版で、プルキット・サムラートはヒンディー語版でそれぞれ同じ役を演じることになった。

### 音楽
作曲はシャンタヌ・モイトラが手掛け、作詞はヒンディー語版がスワーナンド・キルキレー、タミル語版・テルグ語版がヴァナマリがそれぞれ手掛けている。
| #         | タイトル              | 作詞      | 作曲・編曲 | 歌手                   | 時間 |
| --------- | --------------------- | --------- | ---------- | ---------------------- | ---- |
| 1.        | 「Thaalaattu Paadum」 |           |            | ハリチャラン           | 4:53 |
| 2.        | 「Chinna China」      |           |            | ハリチャラン           | 4:24 |
| 3.        | 「Idhayame」          |           |            | ジャーヴェード・アリー | 5:06 |
| 合計時間: | 合計時間:             | 合計時間: | 14:23      |                        |      |

| #         | タイトル                       | 作詞      | 作曲・編曲 | 歌手                   | 時間 |
| --------- | ------------------------------ | --------- | ---------- | ---------------------- | ---- |
| 1.        | 「Chitike 'Se' Aa Chirugaali」 |           |            | ハリチャラン           | 4:53 |
| 2.        | 「Vellu Vellu」                |           |            | ハリチャラン           | 4:24 |
| 3.        | 「Hrudayame」                  |           |            | ジャーヴェード・アリー | 5:06 |
| 合計時間: | 合計時間:                      | 合計時間: | 14:22      |                        |      |

| #         | タイトル          | 作詞      | 作曲・編曲 | 歌手                       | 時間 |
| --------- | ----------------- | --------- | ---------- | -------------------------- | ---- |
| 1.        | 「Shukriya」      |           |            | リトゥラージ・モーハンティ | 4:53 |
| 2.        | 「Dheeme Dheeme」 |           |            | アドリズ・ゴーシュ         | 4:26 |
| 3.        | 「Ae Hawa」       |           |            | ジャーヴェード・アリー     | 5:06 |
| 合計時間: | 合計時間:         | 合計時間: | 14:25      |                            |      |

## 公開
当初は2020年4月2日公開予定だったが、COVID-19パンデミックの影響を受けて無期限公開延期となり、後に2021年1月15日に公開されることが発表された。2021年1月に公開延期が発表され、新たな公開日は同年3月26日になった。3月に入り、ヒンディー語版『Haathi Mere Saathi』の公開日がCOVID-19パンデミックの影響を受けて延期されたが、タミル語版・テルグ語版は予定通り同月26日に公開された。『Haathi Mere Saathi』は9月18日からジー・シネマ、エロス・ナウでストリーミング配信された。

## 評価

### タミル語版
Sifyは映画の見どころとして「カーダン役を演じたラーナーの熱心な演技」「A・R・アショーク・クマールの素晴らしい撮影技術」を挙げている。ヒンドゥスタン・タイムズのハリチャラン・プディペッディは、映画の内容が予測可能なものであり、「その壮大さは、映画を壮大なスケールに見せるためのギミックとして僅かに用いられたに過ぎない」と指摘する一方、ラーナー・ダッグバーティの演技については「彼のキャリアの中で最高の演技の一つ」と絶賛している。ザ・タイムズ・オブ・インディアのM・スガーンドは「プラブ・ソロモンは物語を語ることの方に関心があるようだ。クライマックスに入って初めて監督が説教を始めるが、わざわざ強調しなくとも映画のメッセージは充分伝わってくるので、説教を始める必要性は感じられなかった」と批評している。

### テルグ語版
ザ・タイムズ・オブ・インディアのスハース・エルパントラは3.5/5の星を与え、「最初の数分間は最高です。また、映画音楽に裏打ちされた視覚効果も文句なしで、ゾウの描写はより上出来なものになっています」と批評している。
ザ・ヒンドゥーのサンギータ・デーヴィ・ドンドゥーは、映画はより素晴らしい作品になる可能性があったと指摘し、「ラーナーは一人でゾウと映画を救おうとすることで、物語をまとめようと試みている」と批評し、ファーストポストのヘマント・クマールも「生態系保全をテーマとしたラーナー・ダッグバーティ主演映画は教育的ではあるが、異常なほど退屈だ」と批評している。インディアン・エクスプレスのマノージュ・クマールは2/5の星を与え、映画は「基準値以下」の作品であり、「撮影技法、レスル・プークティのサウンドデザイン、ダッグバーティの演技によって体裁を保っている」と批評している。

### ヒンディー語版
ニューデリー・テレビジョンのサイバル・チャテルジーは2/5の星を与え、映画はラーナー・ダッグバーティの人気に依存しており、プラブ・ソロモンは増加する森林破壊のメッセージを不必要なほどに感情的な声で訴えているが、そのために問題の中身が完全に欠落してしまったと指摘している。Rediff.comに寄稿したスカンニャー・ヴァルマーは「出来の悪い脚本、ヒステリックな演技、CGIと本物の粗雑なブレンドの中で、『Haathi Mere Saathi』はゾウを救うというメッセージを完全にないがしろにしている」と批評している。